# Osman Hamdi Bey

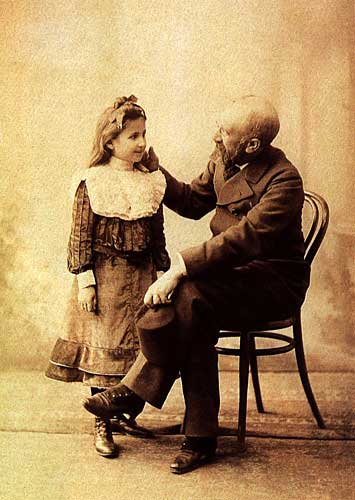
Osman Hamdi et sa fille Nazlı, İstanbul, Osman Hamdi Bey Museum.

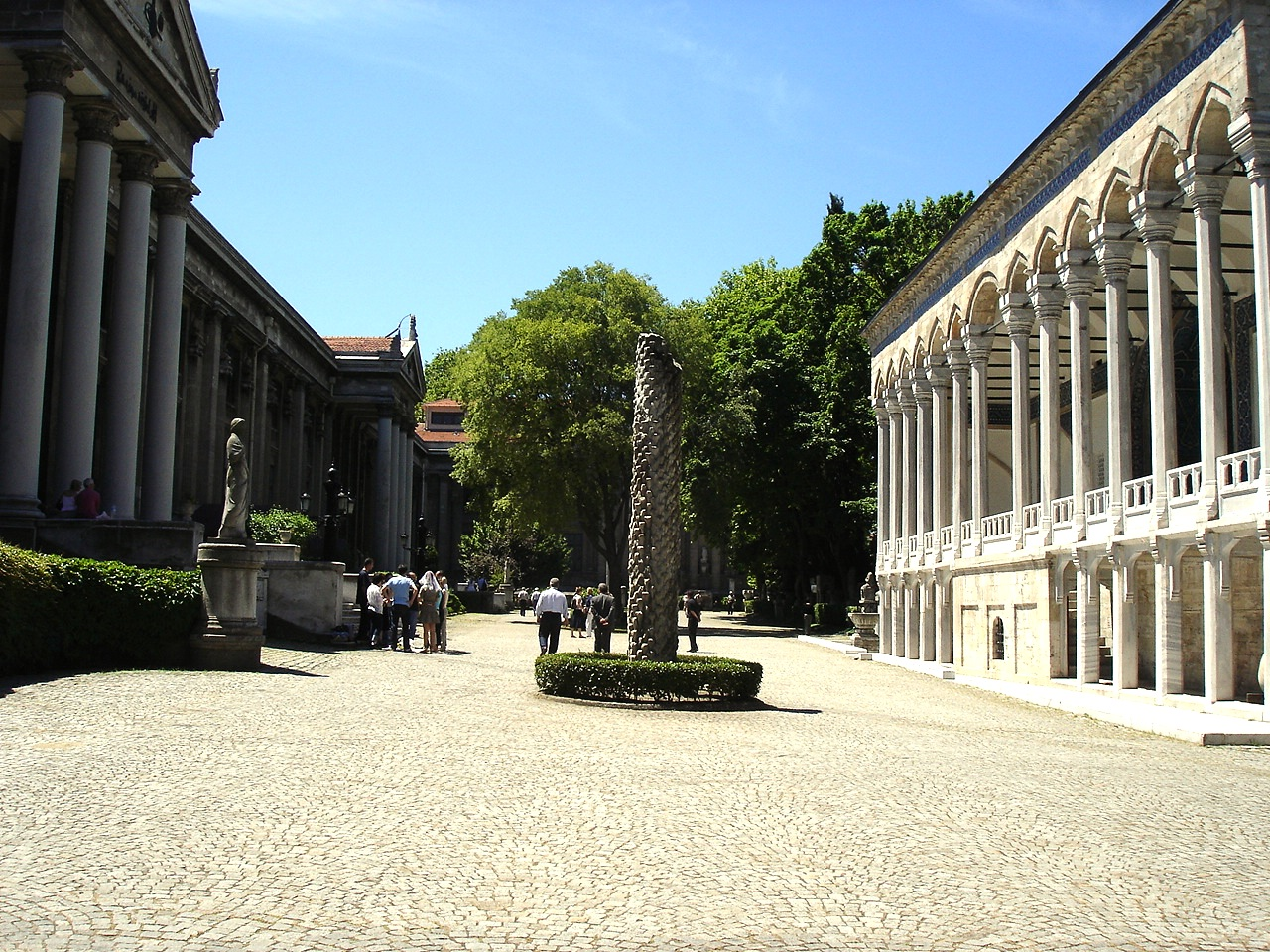
Le musée archélogique (Müze-i Humayun, à gauche) et l'ancien bâtiment de l'École des beaux-arts (Sanayi-i Nefise Mektebi, à droite) à İstanbul en 2006.

Le Dresseur de tortues (Kaplumbağa Terbiyecisi, 1906), Istanbul, musée Pera.

Osman Hamdi Bey, né le 30 décembre 1842 à Constantinople et mort dans la même ville le 24 février 1910, est un peintre et archéologue ottoman.
En tant que peintre, il s’est imposé comme le fondateur d’une école de peinture originale. Il est le fondateur et le premier directeur de l'Académie des beaux-arts d'Istanbul (aujourd'hui université des beaux-arts Mimar-Sinan).
En tant qu’archéologue, il fut le grand pionnier de la promotion de l’histoire ancienne et de l’archéologie sur le sol turc. Il créa le Musée archéologique d'Istanbul, premier musée archéologique de Turquie.
Il fut également le premier maire de Kadıköy en 1875, poste qu'il occupa une année.

## Biographie
Osman Hamdi était le fils aîné du Sadrazam (Grand vizir) İbrahim Edhem Pacha, un ingénieur et homme politique de culture occidentale. Son fils montra très jeune des dispositions artistiques, avec un don particulier pour le dessin et la peinture. Quoiqu'issu d'une famille de la classe supérieure de la société, il fréquenta l'école publique de Beşiktaş puis, à partir de 1856, la faculté de droit (Maarif-i Adliye) de Constantinople. En 1860, son père l'envoya parfaire ses études juridiques à Paris, pour qu'il prenne un vernis de culture occidentale. Là-bas, il en profita pour perfectionner sa technique picturale, étudiant sous la direction de Jean-Léon Gérôme et de Louis Boulanger.
En 1864, il épousa une Française prénommée Marie, dont il eut deux filles, Fatma et Hayriye. Ce couple dura dix années : en  1873, il rencontrait lors d'une foire internationale à Vienne une autre Française du nom de Marie, celle-là âgée 17 ans. Osman Hamdi l'appelait Naile ; il l’épousa. Ils eurent quatre filles : Melek, Leïla, Edhem et Nazlı.
Peintre reconnu, il possède un vaste atelier où il reçoit des peintres étrangers venus découvrir l'Orient. Parmi ceux-ci, le peintre français Max Leenhardt auquel il fit découvrir entre novembre 1880 et mars 1881 la culture ottomane et la luminosité extraordinaire du Bosphore.

## Œuvre
Ses études terminées, Osman Hamdi rentra en 1869 en Turquie, et fut recruté par les services diplomatiques de l’Empire ottoman comme responsable des affaires protocolaires du Palais et responsable des affaires étrangères pour la Province ottomane de Bagdad. C'est là-bas que, prenant part à un chantier de fouilles, il commença à se passionner d’histoire et d’archéologie.
Il dirigea lui-même les premières recherches d'antiquités et les premières fouilles archéologiques à la tête des équipes turques de chercheurs à Sidon au Liban. Il y mit au jour plusieurs sarcophages (dont celui qu'on a appelé depuis le « sarcophage d'Alexandre ») qui passent encore de nos jours pour des merveilles archéologiques.
Pour doter ces vestiges d'un lieu de conservation et de présentation au public, il entreprit dès 1881 la fondation d'un musée archéologique, qui ouvrit finalement le 13 juin 1891 ; Hamdi Bey devint ainsi le directeur du premier musée de l'Empire ottoman, qu'il baptisa Müze-i Humayun (« musée de l’Empire »), situé dans le quartier Sultanahmet à Constantinople, et qui est l'actuel musée archéologique d'Istanbul.
Sa construction fut confiée à un architecte levantin, Alexandre Vallaury (1850–1921). La façade évoque la forme du sarcophage d’Alexandre. L'édifice offre un bel exemple d’architecture néoclassique dans cette ville.
En 1883, Osman Hamdi fit construire juste en face du musée l’École Sanayi-i Nefise Mektebi (Institut des beaux-arts), qui fut la première institution turque consacrée aux arts contemporains. Le bâtiment abrite de nos jours le musée de l’Orient ancien. Toujours en 1883, le gouvernement chargea « Osman Hamdi Bey, directeur du musée impérial ottoman, et Osgan Efendi, professeur de l’Académie des beaux-arts […] de se rendre à Nemrut pour y inventorier exhaustivement tous les édifices et les inscriptions et d’y recueillir autant de vestiges que possible ». Après les fouilles de Nemrut Dağı suivit encore un projet à Lagina.
À partir de 1880, ce peintre exposa à Paris, Vienne, Berlin, Munich et Londres et fonda un salon d'art à Constantinople.
Osman Hamdi Bey fut aussi l'un des artisans du projet de loi sur la protection du patrimoine culturel (Asar-ı Atika Nizamnamesi), finalement adoptée en 1884, et qui faisait de tous les vestiges découverts sur le territoire des biens de l'Empire Ottoman, les objets mis au jour lors de fouilles devant impérativement rejoindre les collections du Musée archéologique. Cette loi fut en son temps d'une importance considérable puisqu'elle devait mettre un terme au trafic d'antiquités vers l'Occident. Par là, le musée de Hamdi Bey obtenait quasi-officiellement le rang d'un musée d'État bénéficiant d'un monopole de la Couronne.

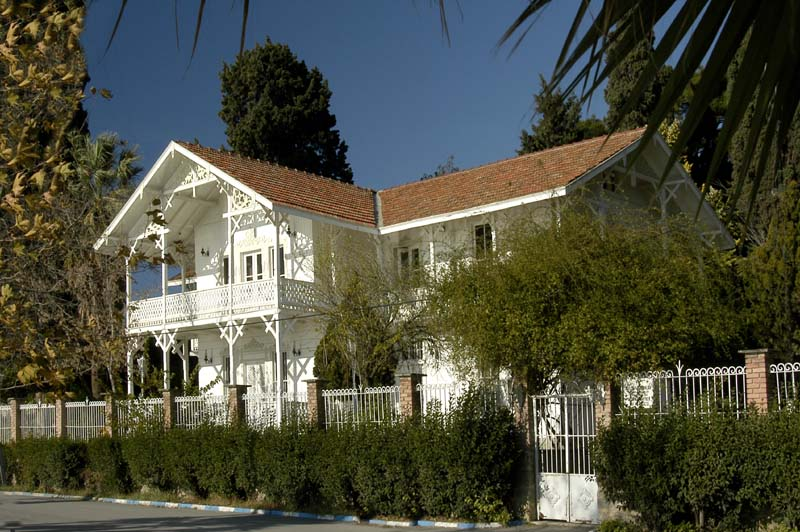
La maison d’Osman Hamdi Bey à Eskihisar.

Il n'en poursuivait pas moins ses activités picturales : il fit construire en 1884 un pavillon d'été à Eskihisar, village de la banlieue de Gebze où son père possédait déjà une résidence, pour en faire son atelier. C'est aujourd'hui une propriété de l’État, devenue depuis 1987 musée sous le nom de maison d’Osman Hamdi Bey (Osman Hamdi Bey evi) : on peut y voir des objets ayant appartenu au célèbre archéologue, des photographies d'époque, et des copies de ses tableaux — pour l'essentiel des compositions figuratives aux thèmes orientalisants — car les originaux sont détenus par des collectionneurs privés ou de grands musées à travers le monde.
Il partagea ses dernières années entre l'embellissement et l'enrichissement du musée, et la peinture. Il mourut le 24 février 1910 dans sa villa sur le Bosphore à Kuruçesme (district de Beşiktaş) à Constantinople.
Ses œuvres témoignent d'un patient et consciencieux travail, et peuvent être considérées comme des documents d'histoire de l'art. Il fut le premier à oser rompre avec l'art pictural traditionnel turc.
Parmi ses œuvres citons : Tombeau de prophète à Brussa, Les Sources miraculeuses (Paris, 1904), La Lecture du Coran, Le Théologue (patrimoine de la cour d'Autriche).
Celles-ci figurent dans des collections privées et aux musées de Vienne, Paris, Liverpool, New York, Berlin et Constantinople. Au palais de Dolma, Bagdsche, chez le prince héritier Adbulmedjid.

### Œuvres
- Un jeune émir étudiant, huile sur toile, 45 × 90 cm, 1878, Abou Dabi, Louvre Abu Dhabi[3].
- Le Four à torréfier, 1879, localisation inconnue[réf. nécessaire].
- Le Harem, 1880, localisation inconnue[réf. nécessaire].
- Deux Jeunes musiciennes, 1880, localisation inconnue[réf. nécessaire].
- La Jeune fille lisant le Coran, 1880, localisation inconnue[réf. nécessaire].
- Vieil homme devant des tombeaux d'enfants, 1903, Paris, musée d'Orsay[4]
- Le Dresseur de tortues, 1906. Ce tableau, peint en 1906, a battu un record lors des ventes aux enchères en 2004 en Turquie, puisqu’il s’est apprécié à 3,5 millions de dollars. Il a été acquis par la Fondation Suna et Inan Kıraç pour le musée Pera d’Istanbul[5]
- Les Trafiquants d'armes, 1907, localisation inconnue[réf. nécessaire].
- Femmes dans la cour de la mosquée de Şehzadebaşı, 1908, localisation inconnue[réf. nécessaire].
- Grande porte de la madrasa de Karaman, localisation inconnue[réf. nécessaire].
- Le Lecteur, localisation inconnue[réf. nécessaire].
- La Lecture du Coran, 1890. Tableau exposé à la 11e Biennale internationale des antiquaires à Paris en 1982 et à la Fine Arts of The Netherlands au Waldorf-Astoria à New York en novembre 1982, localisation inconnue.
- Marchand perse, musée de Berlin[Lequel ?].
- La Lectrice, musée d'Istambul[Lequel ?].
- Jeune émir étudiant, musée de Liverpool[Lequel ?].

Œuvres d'Osman Hamdi Bey
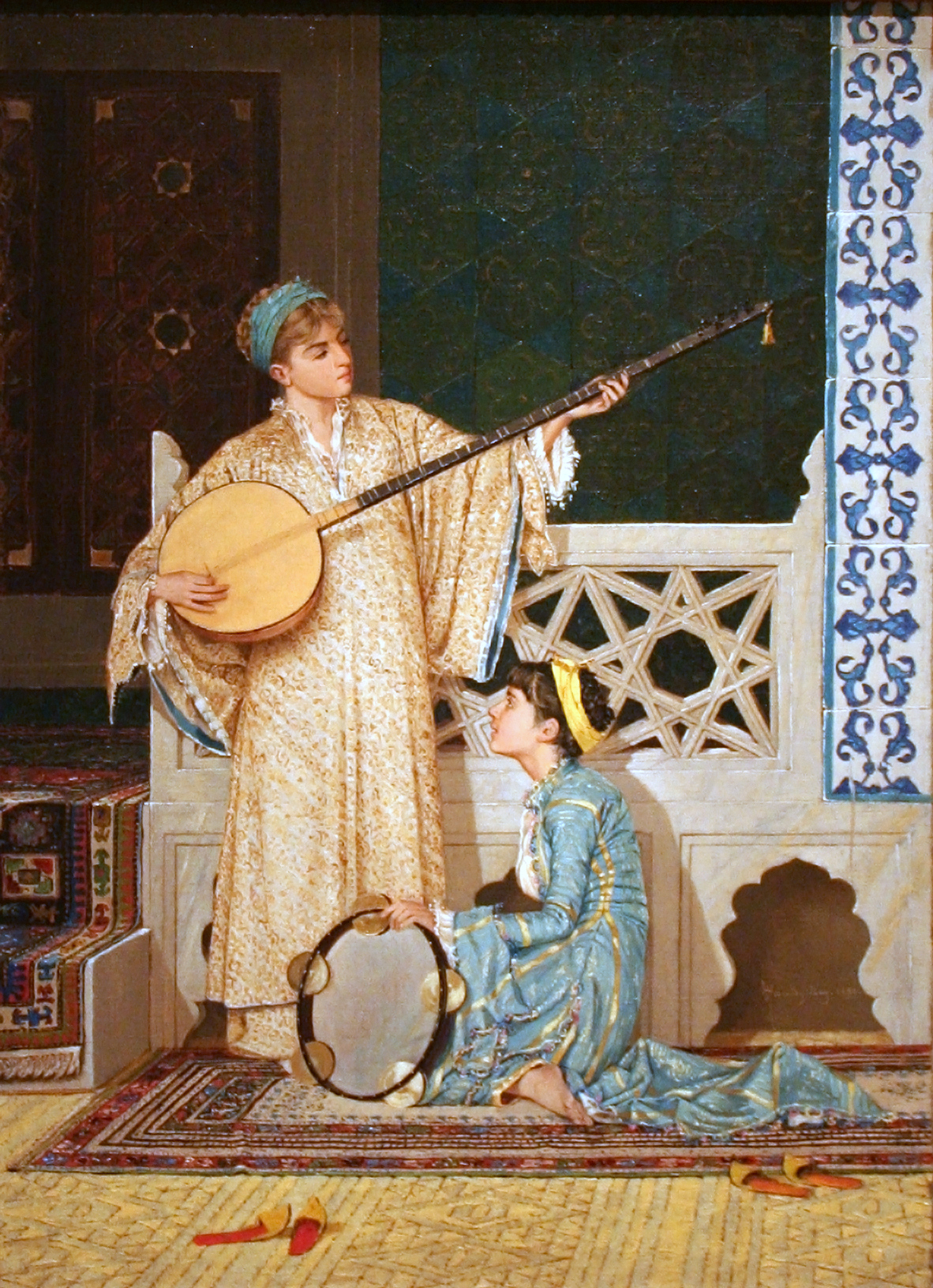
Deux Jeunes musiciennes, 1880, Istambul, musée Pera.
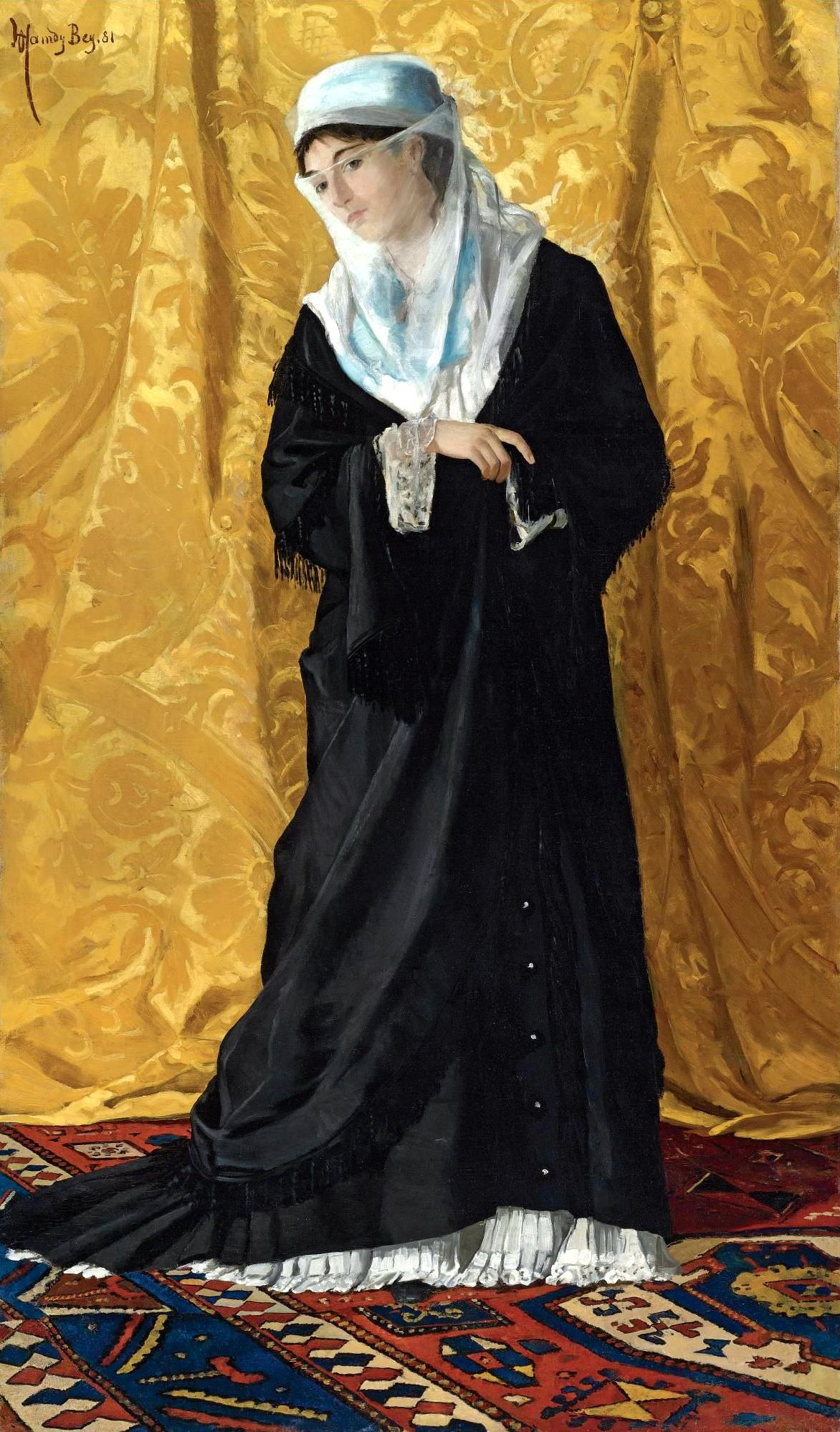
Dame de Constantinople, 1881, localisation inconnue.
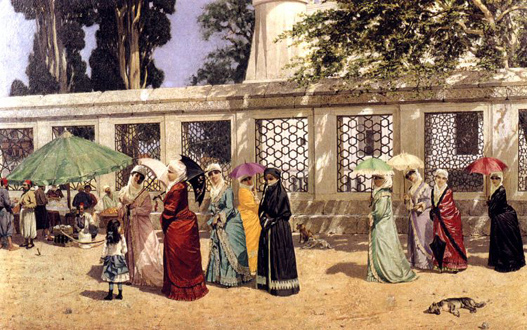
Gezintide Kadınlar, 1887, localisation inconnue.
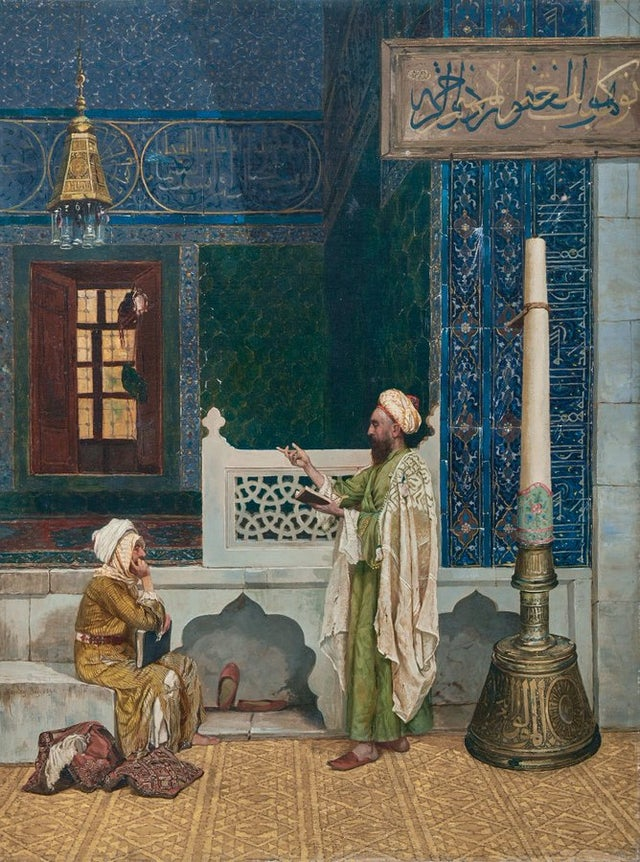
La Lecture du Coran, 1890, location inconnue.
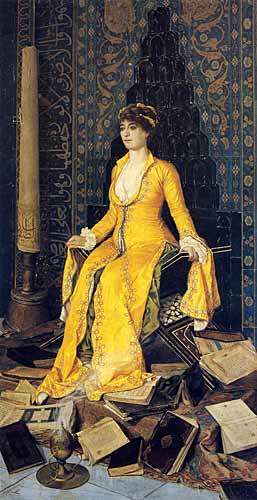
Le Mihrab, 1901, localisation inconnue.
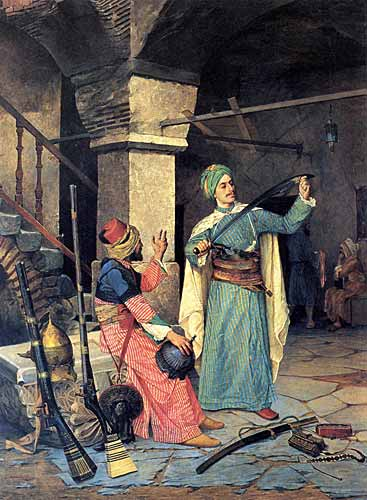
Le Marchand d'armes, 1908, localisation inconnue.
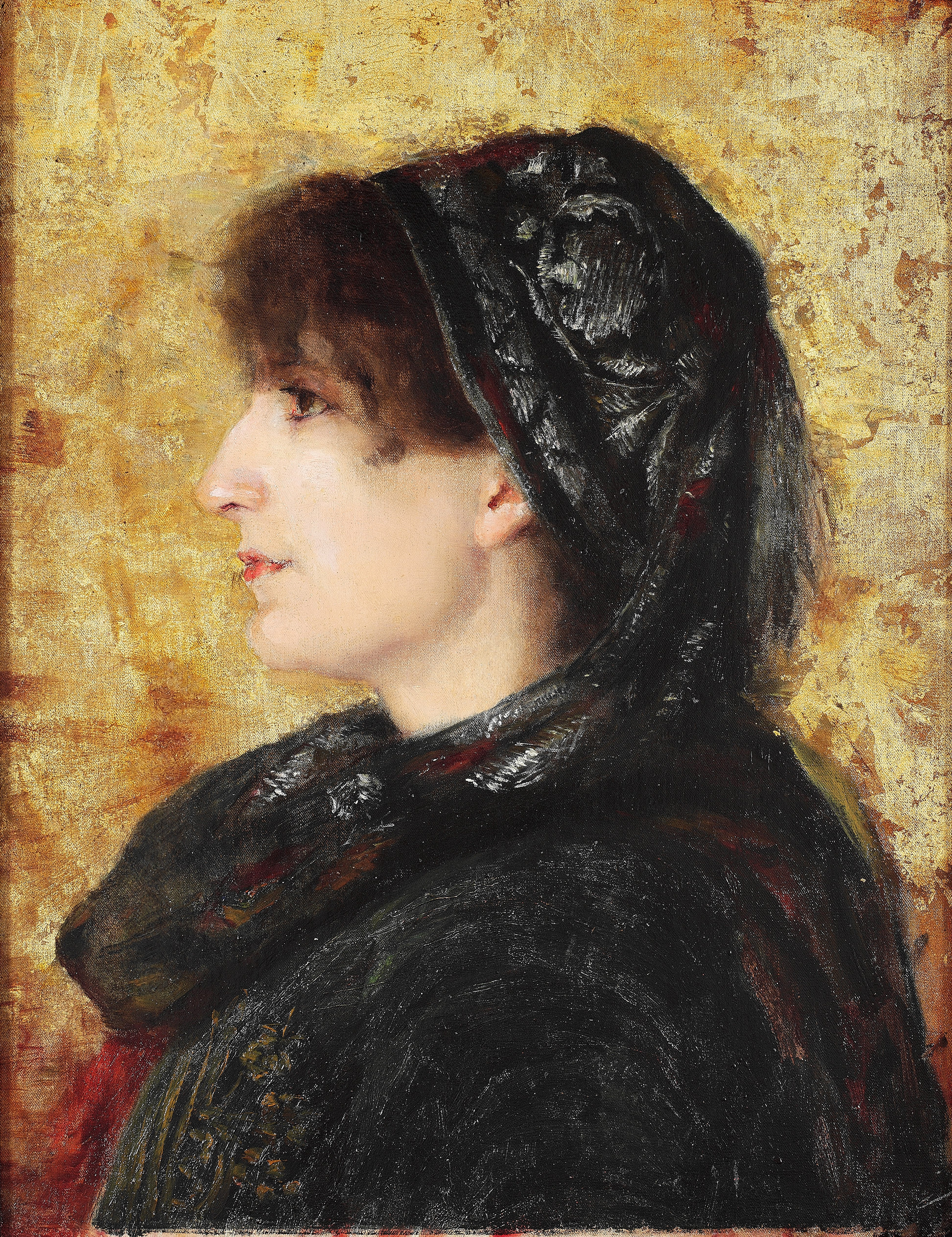
Portrait de Marie Hanım, 1910, Istanbul, musée Sakıp Sabancı.
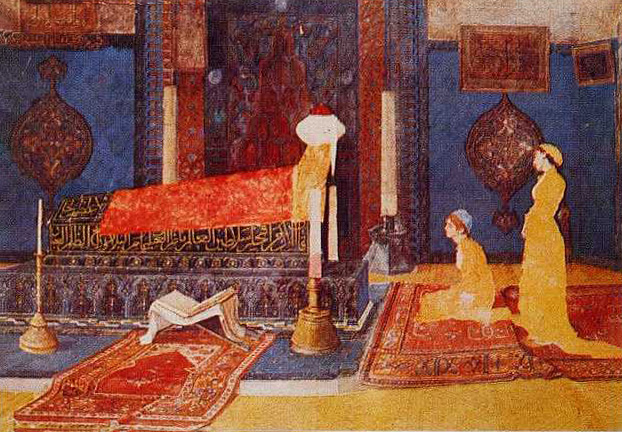
Deux Jeunes filles visitant un tombeau, Eskihisar, Osman Hamdi Bey Museum.
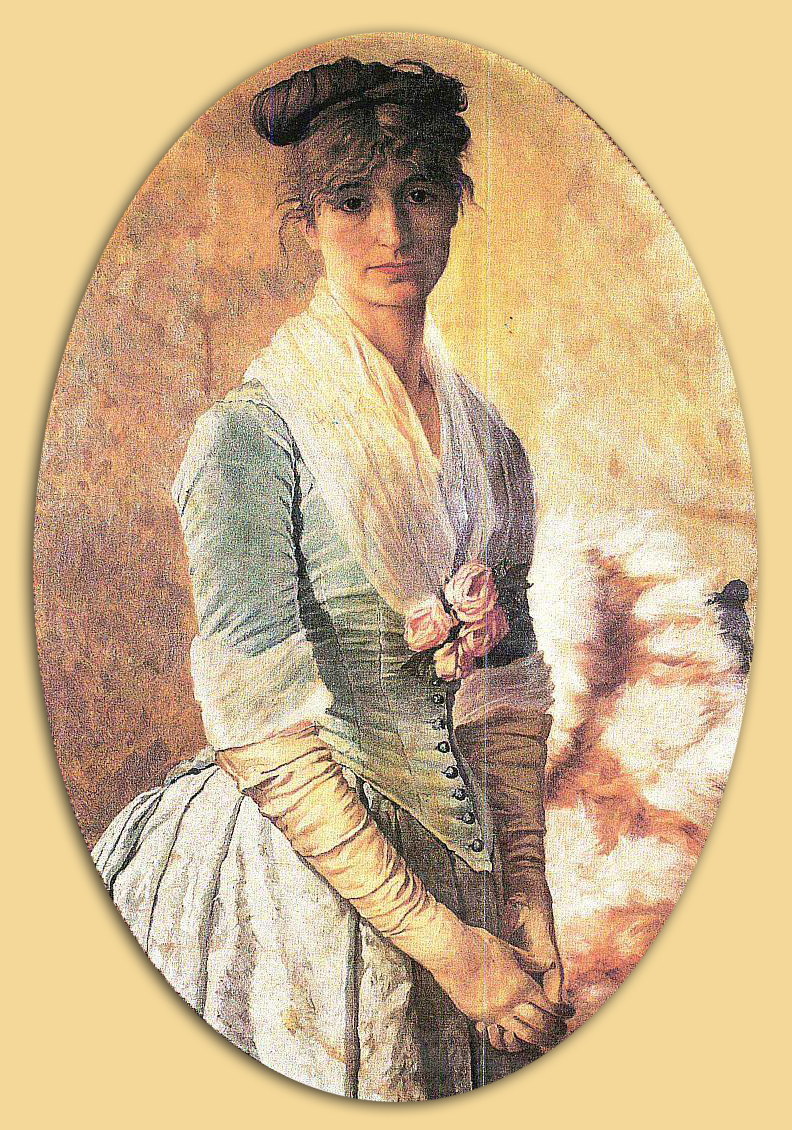
Portrait de sa femme Marie (Naile) Hanım, Eskihisar, Osman Hamdi Bey Museum.
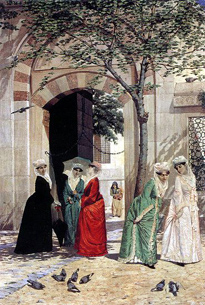
Jeunes filles, localisation inconnue.

### Marché de l'art
Les tableaux d'Osman Hamdi Bey sont très disputés aux enchères et rarement en vente. Parmi les ventes connues, on dénombre :
- en 2019, Jeune femme lisant est vendu pour 6 690 362 millions de livres chez Bonhams à Londres ;
- en 2023, Dame ottomane, se préparant pour une sortie est vendu pour 1,275 millions d'euros chez Dorotheum.
- en 2024, La porte de la mosquée est vendu 571 500 € par Dupont & Associés à Drouot.

### Publications
- En collaboration avec Osgan Efendi, Le tumulus de Nemroud-Dagh. Voyage, description, inscriptions, Istamboul, 1883 ; rééd. Istamboul, 1987[6].
- En collaboration avec Théodore Reinach, Une nécropole royale à Sidon, Paris, 1892[7].